# Sint-Eligiuskerk (Terdonk)
De Sint-Eligiuskerk is een voormalige parochiekerk in Terdonk in de Belgische gemeente Zonhoven.
De kerk, gebouwd in modernistische stijl, dateert uit de tweede helft van de jaren 1970. Architect was P. Baeten. De kruiswegstaties werden in 1964 vervaardigd door Jos Meuwis.
In juni 2021 werd de parochie Terdonk samengevoegd met de parochie Halveweg. Er waren plannen om de kerk van Terdonk om te vormen tot een kindercrèche. Sinds 2023 wordt de voormalige kerk gebruikt voor de voedselbedeling van Sint-Vincentius.